# Premio Nacional de Urbanismo de Chile
Der Premio Nacional de Urbanismo de Chile (deutsch: Nationaler chilenischer Preis für Städtebau) ist ein chilenischer Architekturpreis.
Die chilenische Architektenkammer (Colegio de Arquitectos de Chile) vergibt den Architekturpreis in Verbindung mit dem Ministerium für Wohnungsbau und Städtebau.
Er wurde 1996 als Ehrenpreis ins Leben gerufen und würdigt den „Werdegang von Architekten und anderen chilenischen Fachleuten, die sich durch ihre herausragenden Leistungen, ihre Kreativität und ihren transzendenten Beitrag zur Lebensqualität der Bewohner der Städte unseres Landes ausgezeichnet haben“.
Ursprünglich wurde er im Rahmen einer jährlichen Zeremonie am 8. November verliehen, die mit dem Welttag der Stadtplanung (World Town Planning Day) zusammenfiel.

## Preisträger
| 1971 |  | Miguel Eyquem Astorga (* 1922)             | | PUC/PUCV |  |  |
| 1996 |  | Juan Parrochia (1930–2016)                 | Erster Generaldirektor der Metro de Santiago (1974/75) | UCH      |  |  |
| 1998 |  | Ignacio Santa María Santa Cruz             | | PUC      |  |  |
| 1999 |  | Antolín López Medina                       | |          |  |  |
| 2003 |  | Germán Bannen (1928–2019)                  | Nueva Providencia (1973–2007) | PUCV     |  |  |
| 2010 |  | Juan Honold Dünner und Pastor Correa Prats | Leitung des Interkommunalen Plans für Santiago (Honold) „Ensayo de Planificación del Gran Santiago“ (Schrift; Correra) | UCH      |  |  |
| 2014 |  | Sergio Baeriswyl (* 1960)                  | Plan Regulador Comunal de Concepción (Chile) Plan de Reconstrucción Urbana del Borde Costero de la Región del Bíobio (Chile)                                                                                               | PUCV     |  |  |
| 2022 |  | Joan MacDonald (* 1941)                    | Unterstaatssekretariat für Wohnungsbau und Stadtentwicklung von Chile Koordinator des ersten Programms des Ministeriums für Wohnungsbau und Stadtentwicklung nach der Diktatur und Spezialist für den sozialen Wohnungsbau | PUC      |  |  |